# Eugenia Caruso
Eugenia Caruso (Roma, 1984) è un'attrice italiana, attiva a teatro, al cinema, in televisione e in radio e che vive e lavora principalmente nel Regno Unito.

## Biografia
Nel 2000 studia teatro nel Regno Unito, alla East 15 Acting School di Loughton, nella contea dell'Essex, in Inghilterra. Nel 2007 interpreta l'adolescente autistica Katalijne nell'opera teatrale Truckstop, per la regia di Christopher Rolls, con la Eastern Angles and Company of Angels all'Hampstead Theatre, che le vale uno Stage Awards for Acting Excellence alla migliore attrice al Fringe Festival di Edimburgo, premio assegnato ex-aequo a Janet Bamford, che interpreta sua madre. Tra il 2011 e il 2014 è nell'opera teatrale Hurried Steps, traduzione di Sharon Wood di Passi affrettati di Dacia Maraini, per la regia di Nicolette Kay, in cui vi interpreta vari personaggi.
Nel 2016 è ancora a teatro nell'opera Redefining Juliet, per la reagia di Rae McKen, al Barbican Centre di Londra. Lo stesso anno compare nel cortometraggio Checkmate diretto Jason Bradbury, nella parte di Fate e di cui è anche autrice della sceneggiatura. La trama del cortometraggio racconta di una partita a scacchi giocata da Peanury e sua sorella Prosperity, destinata a influenzare il destino di una coppia di innamorati. Del film, girato in Francia e Spagna, più precisamente a Lione, Madrid e Marbella, sono protagonisti Ornella Muti, nel ruolo della strega cattiva Penury; Siân Phillips nel ruolo di Prosperity; Susanna Cappellaro nel ruolo di Irina e Lachlan Nieboer nel ruolo di Dimitri. Nel 2017 interpreta il personaggio di Natalie Stampanatto a teatro, nell'opera The Verdict di Barry Reed, per la regia di Michael Lunney, al Middleground Theatre. Nel 2018 interpreta il personaggio della signora Santorelli nella serie televisiva L'alienista.
Nel 2020 compare nella sit-com Avenue 5, interpretando il personaggio di Verity in due episodi. Lo stesso anno compare nel film Le streghe diretto da Robert Zemeckis, adattato dall'omonimo romanzo di Roald Dahl. Nel 2023 compare nella puntata Resurrezione della miniserie televisiva, parte del Marvel Cinematic Universe, Secret Invasion, diretta da Ali Selim, al fianco di Samuel L. Jackson nella parte di Nick Fury. Eugenia Caruso vi interrpeta il ruolo di una tassista dietro cui si cela lo Skrull Talos. Nel 2024 presta la voce al personaggio di Maria nel film d'animazione Garfield - Una missione gustosa.
Nel 2025 compare nella prima parte della seconda stagione della serie televisiva Mercoledì, ispirata ai personaggi della famiglia Addams, creata a partire dal 1938 da Charles Addams per le sue vignette sul periodico The New Yorker, e che vede protagonista Jenna Ortega nei panni di Mercoledì Addams. Eugenia Caruso vi interpreta il personaggio di Louise, un'assistente di mensa della clinica psichiatrica Willow Hill che si innamora dello Zio Fester (Fred Armisen), ivi ricoverato, e che lo aiuta nei suoi piani per indagare all'interno della clinica stessa.

## Vita privata
Eugenia Caruso vive e lavora tra Roma, in Italia, e Londra, nel Regno Unito.
Parla italiano, inglese, francese e spagnolo.

## Filmografia

### Attrice

#### Cinema
- The Silver Rope, regia di Fabio Guaglione e Fabio Resinaro - cortometraggio (2006)
- I demoni di San Pietroburgo, regia di Giuliano Montaldo (2008)
- Fleeting Visit, regia di Mel Piper - cortometraggio (2011)
- Berberian Sound Studio, regia di Peter Strickland (2012)
- Il filo d'Arianna, regia di Michele Abramo Puricelli - cortometraggio (2012)
- Youth - La giovinezza (Youth), regia di Paolo Sorrentino (2015)
- Soap, regia di Christopher R. Brown - cortometraggio (2015)
- Chasing Robert Barker, regia di Daniel Florencio (2015)
- Checkmate, regia di Jason Bradbury - cortometraggio (2021)
- Éclair, regia di Hugo Keijzer - cortometraggio (2016)
- In Fabric, regia di Peter Strickland (2018)
- coccolith, regia di Christopher R. Brown - cortometraggio (2018)
- Country of Hotels, regia di Julio Maria Martino (2019)
- Bright Azzurro Sea, regia di Sarah Akigbogun e Fabiana Sforza - cortometraggio (2020)
- Le streghe (The Witches), regia di Robert Zemeckis (2020)
- Doghouse, regia di Anabel Kutay - cortometraggio (2022)
- Sniper: G.R.I.T. - Global Response & Intelligence Team, regia di Oliver Thompson (2023)
- Collision Course, regia di Dermon Goulielmos - cortometraggio (2024)
- Misfits, regia di Gael Le Cornec - cortometraggio (2024)
- Divine Origins, regia di Milla Lewis - cortometraggio (2025)

#### Televisione
- Nati ieri - serie TV, episodio 1x04 (2006)
- Redefining Juliet, regia di Glen Milner - film TV (2016)
- L'alienista (The Alienist) - serie TV, episodi 1x01-1x02-1x04 (2018)
- Murder Maps - serie TV, episodio 4x03 (2019)
- Avenue 5 - serie TV, episodi 1x01-1x08 (2020)
- The Baby - serie TV, episodi 1x04-1x06 (2022)
- Secret Invasion, regia di Ali Selim - miniserie TV (2023) - Talos
- The Enfield Poltergeist, regia di Jerry Rothwell - miniserie TV (2023)
- The Crown - serie TV, episodio 6x07 (2023)
- Kidnapped - serie TV, episodi sconosciuti (2024)
- Mercoledì (Wednesday) - serie TV, episodio 2x04 (2025)

### Doppiatrice

#### Cinema
- The Duke of Burgundy, regia di Peter Strickland (2014)
- Garfield - Una missione gustosa (The Garfield Movie), regia di Mark Dindal (2024)

### Sceneggiatrice
- Checkmate, regia di Jason Bradbury - cortometraggio (2021)

## Radio
- Road to Venice (BBC4, 2014)
- The Stone Tape (BBC R4, 2015)
- The Len Continuum (BBC4, 2015)

## Teatro (parziale)
- Truckstop, regia di Christopher Rolls, Eastern Angles and Company of Angels, Unicorn, Hampstead Theatre, Londra (2007)
- Hurried Steps, di Dacia Maraini, regia di Nicolette Kay, New Shoes at The GindboroughHand Tour (2011-2014)
- Romeo and Juliet, regia di Rae McKen (2017)
- Redefining Juliet, regia di Rae McKen, Barbican Centre, Londra (2017)
- The Verdict, di Barry Reed, regia di Michael Lunney, Middleground Theatre Company (2017)
- Taming of the Shrew, regia di Rae McKen, Arts Theatre, Londra (2018)
- Berberian Sound Studio, regia di Tom Scutt, Donmar Warehouse, Londra (2019)
- Bright Azzurro Sea, regia di Mary Mazzilli e Fabiana Sforza, Mercury Theatre (2020)
- Witness, regia di Emma Critchley, Brighton Festival, Attenborough Centre for Creative Arts, Brighton (2022)

## Riconoscimenti
- Edinburgh Fringe
  - 2007 - Stage Awards for Acting Excellence alla migliore attrice per Truckstop (condiviso con Janet Bamford)